# 反応度
反応度（はんのうど、reactivity）は、原子炉制御の重要なパラメーターのひとつである。

## 連鎖反応
ウラン235の核分裂反応によって発生する高速中性子は、エネルギーを失って（減速されて）熱中性子になると他のウラン235に良く吸収されて、そのウラン235原子核を85%の確率で核分裂させる。分裂したウラン235原子核からは、平均2.4個の高速中性子と、もっぱらヨウ素139とイットリウム95からなる核分裂生成物、および202MeV（百万電子ボルト）のエネルギーが発生する。もし十分なウラン235が一定空間内に集積されれば核分裂に伴って発生する中性子が次々と周囲のウラン235原子核を核分裂させてゆく。これを核分裂の連鎖反応と呼ぶ。

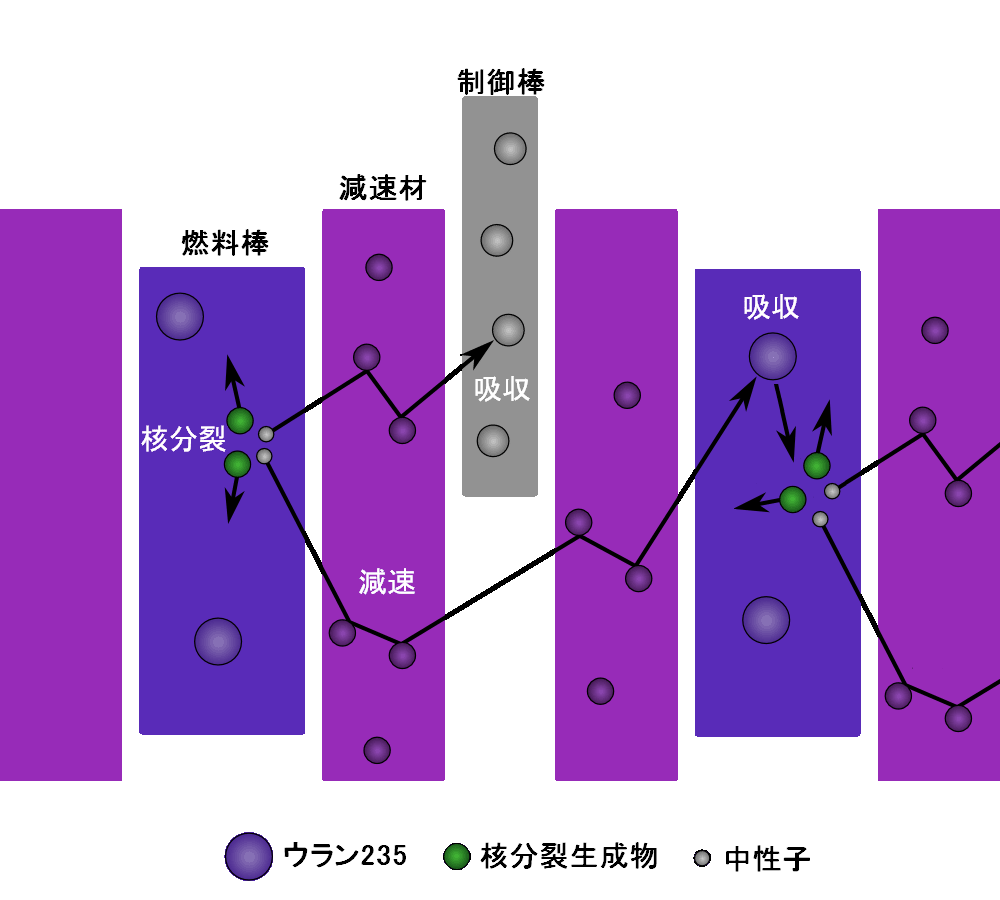
原子炉内の中性子の挙動 図中左の燃料棒内でウラン原子が核分裂し、中性子が2個発生した。上方へ散乱した中性子は減速材で減速後、制御棒中の原子に吸収されている。下方に散乱した中性子は2本の減速材で熱中性子となった後、図中右の燃料棒中にあるウラン原子に吸収され、再び核分裂を引き起こしている。この図のような場合、中性子増倍率は1。

## 中性子増倍率
原子炉内の核分裂によって発生した高速中性子は、減速材によって減速されて熱中性子になり、他のウラン235原子核に吸収されて核分裂反応を起こさせる。核分裂反応で発生した高速中性子 {\displaystyle n_{1}} 個が熱中性子になり、次の核分裂反応を起こさせて {\displaystyle n_{2}} 個の高速中性子を発生させるとする。この時、{\displaystyle k=n_{2}/n_{1}} を中性子増倍率と呼ぶ。{\displaystyle k} が 1 未満の時、発生する中性子は時間の経過と共に減ってゆき、やがて連鎖反応は停止する。{\displaystyle k} が 1 より大きい時、中性子は急激に増えてゆき、連鎖反応が増大してゆく。{\displaystyle k=1} の時、中性子の増減はなく、連鎖反応は持続する。この状態を臨界と呼ぶ。
実際の原子炉では発生した全ての高速中性子を核分裂反応に使用することができない。発生した高速中性子の一部は、減速材、制御棒や原子炉構造物へ吸収されたり、周囲のウラン238に吸収されたり、原子炉の外へ飛び出したりする。したがって中性子増倍率は、{\displaystyle k} にある係数をかけた実効（中性子）増倍率 {\displaystyle k_{\rm {eff}}} として考えねばならない。

## 反応度ρ
実際の運用に当たっては実効増倍率 {\displaystyle k_{\rm {eff}}} を、以下の式によって反応度 {\displaystyle \rho } に変換して使用する。
{\displaystyle \rho =(k_{\rm {eff}}-1)/k_{\rm {eff}}}
{\displaystyle \rho =0} の時、原子炉は臨界状態であり、正の値の時は臨界超過、負の値の時は臨界未満と考えることができる。原子炉の制御に当たっては、この反応度を用いて臨界状態を制御する。
反応度は中性子増倍率の比率であり、実際の値をそのまま使用する他、「余剰反応度は20%」のように百分率で表されることもある。
核分裂で生じる中性子には原子核の分裂の際に出てくる中性子と、核分裂生成物の一部がベータ崩壊をした時に出てくる中性子とがある。前者を即発中性子、後者を原子核分裂に伴う放出中性子とみなし遅発中性子と称する。原子力発電所が安定して運転できるのは核分裂生成物が出す遅発中性子の存在のおかげであり、反応度の投入には即発中性子だけで臨界にならないようにしなければならない。遅発中性子数を全中性子数で割った値を {\displaystyle \beta } とした場合、{\displaystyle \rho =\beta } となる反応度を 1ドル と称し、その百分の1を 1セントと称する。1ドルを超える反応度になると即発中性子のみで臨界に達し制御が効かなくなる。したがって原子炉の運転において反応度は1ドル未満は絶対であり、また炉型や制御装置で制御できる中性子数・割合によっても投入できる反応度には上限・下限が決まる。

## 反応度係数
原子炉内での過渡変化に伴う反応度の増減効果を正または負の反応度効果と言い、その増減率を反応度係数と呼ぶ。例えば沸騰水型原子炉において、減速材の温度上昇に伴う蒸気の泡（ボイド）の発生量の増加現象は、減速材の密度低下による中性子減速効果の減少をもたらすので、負の反応度効果である。すなわち温度が上がってボイドが多くなると核分裂が減って温度が下がる。また燃料集合体の温度上昇はウラン238の中性子吸収確率を増加させる（ドップラー効果）ので、やはり負の反応度効果である。すなわち燃料ペレットの温度が上がるとドップラー効果で核分裂が減って温度が下がる（自己制御性）。
原子炉の温度変化に伴う反応度係数を反応度温度係数と呼び、通常は温度係数と略称される。温度係数には燃料の温度変化による燃料温度係数、減速材の温度変化による減速材温度係数、ボイド発生量によるボイド係数がある。その他には原子炉出力による反応度出力係数や反応度質量係数などがある。
原子炉を安全に運転するためには、原子炉全体の出力の増加に伴う反応度出力係数が負の値となるように原子炉が設計されていなければならない。旧ソ連のRBMK-1000型原子炉は正の出力反応度係数を持つ原子炉であったため、常に何本かの制御棒を原子炉内に挿入しておく必要があった。そのため規定以上の数の制御棒引き抜きは禁止されていて、運転規定にも明記されていたものの理由の説明が操作員に徹底されていなかった。蒸気タービンの惰力運転試験のために操作員が原子炉出力を上げようとして規定以上の数の制御棒を引き抜いたことがチェルノブイリ原子力発電所事故の原因とされる。

## 余剰反応度
原子炉を運転すると、時間の経過と共に核分裂するウラン235が減ってゆき、また発生した核分裂生成物中の中性子を吸収する毒物質（キセノン135、サマリウム149など）の影響によって原子炉の反応度は減ってゆく。原子炉運転開始から終了までの運転サイクルの間、原子炉の反応度は0以上である必要がある。これは燃料を消費しすぎると反応度が負の値となり、臨界を維持できなくなって原子炉が停止してしまうためである。それゆえに原子炉の運転開始時、運転終了時までに消費される燃料をあらかじめ装荷しておく必要がある。
運転開始時に原子炉が持っている反応度を余剰反応度と呼ぶ。余剰反応度は原子炉の制御棒を全て引きぬき、冷却材中のホウ酸濃度をゼロと仮定した時の炉心の反応度であり、運転開始時は正の値をもち、運転終了時は限りなく0に近い値となる。
原子炉が持つ余剰反応度に対し、制御棒が持つ負の反応度が十分に大きければ原子炉は安全に停止できる。このため制御棒は、運転サイクル中の原子炉の余剰反応度を常に上回るの負の反応度を保つ設計となっている。また原子炉にはホウ酸注入系のような制御棒以外の手段による反応度を下げるシステムも設置されている。

## 反応度の長期制御
原子炉の運転に当たっては、核燃料の消費に伴う原子炉の余剰反応度の減少に対し、負の反応度を減少（正の反応度投入）させ、全体の反応度ρ＝0を保ちつづける様に制御されている。反応度を臨界付近に維持することで、原子炉は一定出力を保ったまま安定して連鎖反応が持続するようになる。反応度減少の具体的な補償方法は炉型により異なり、BWRでは、再循環流量を調整すること及び制御棒を少しずつ引き抜くことで、PWRでは減速材中のホウ酸濃度を徐々に薄めることで行う。
その他の補償方法としては、可燃性毒物(バーナブルポイズン)の使用がある。原子炉に装荷される核燃料の一部にはガドリニア（酸化ガドリニウムGd2O3）が添加されている（ガドリニア燃料）。ガドリニウムは中性子吸収能力が高く、初期状態では反応度を低下させているが、燃焼と共に中性子吸収能力が低下するため、燃料の燃焼に伴う反応度低下を補うことができる。
なお、可燃性とは核燃料の燃焼と共に焼失していく性質を指す。毒物とは中性子吸収能力の大きな物質を指し、制御材に使用される物質や
キセノン、サマリウム、ガドリニウムなどがある。